# Claude Dendaletche
 (novembre 2015).
Si vous disposez d'ouvrages ou d'articles de référence ou si vous connaissez des sites web de qualité traitant du thème abordé ici, merci de compléter l'article en donnant les références utiles à sa vérifiabilité et en les liant à la section « Notes et références ».
Claude Dendaletche, né le 2 mai 1941 à Navarrenx, est un naturaliste et biologiste de l'université de Pau et des Pays de l'Adour, spécialiste des Pyrénées et à l'origine de la protection de l'ours des Pyrénées.
Il a beaucoup arpenté les montagnes du monde tout en privilégiant le Pays basque. Il a créé et dirigé le Centre de biologie des écosystèmes d'altitude à l'Université de Pau et est à l'origine du FIEP, Fonds d'Intervention Éco-Pastoral : 
« Pour que l´ours et le berger puissent vivre ensemble dans les Pyrénées ». Il est l'auteur d'une vingtaine de livres (Pyrénées, Montagnes d'Europe, Himalaya).

## Œuvres
- Guide du naturaliste dans les Pyrénées occidentales, moyennes montagnes, Delachaux et Niestlé, 1973
- Guide du naturaliste dans les Pyrénées occidentales, hautes montagnes, Delachaux et Niestlé, 1974
- Montagne et civilisation basques, Paris, Denoël, 1978
- Carnets d'un naturaliste pyrénéen, Pau, Denoël-Marrimpouey jeune, 1979
- L’homme et la nature dans les Pyrénées, Paris, Berger-Levrault, 1982
- Grande faune sauvage des montagnes d’Europe et écosystèmes d’altitude, Pau, C. Dendaletche, 1982
- L’Ours brun, Pyrénées, Abruzzes, Monts Cantabriques, Alpes du Trentin, Pau, C. Dendaletche (coord.), 1986
- Montagnes sauvages d'Europe, Denoël, 1988
- Animaux sauvages des Pyrénées, Toulouse, Milan, 1990
- La cause de l’ours, Paris, Sang de la Terre, 1993
- Les Pyrénées, La vie sauvage en montagne et celle des hommes, Delachaux et Niestlé, 1997
- Pays Basque - Les Sorcières de Zugarramurdi (illustré par Pablo Tillac- présenté par Claude Dendaletche), Anglet, Aubéron, 2000
- Pyrénées, Guide bibliographique illustré (1545-1955), Aubéron, 2005, 500 p. - Tome 2 : 1507 -2010 - Des livres, des hommes, des lieux, 2012, 270 p.
- L'Archipel basque : à la recherche d'une identité moderne, Toulouse, Éditions Privat - Cahors 2005, 2005, 206 p. (ISBN 978-2-7089-5619-3 et 2-7089-5619-1)
- Pyrénées, ascensions et voyages 1958-2008, éditions Espaces d'altitude, 2010
- Voyages à Cambo et alentour (Itxassou, Espelette, Bidarray, Hasparren, Isturitz...) de 1728 à nos jours, Pimientas, 2014
- La découverte des Pyrénées, Arteaz, 2017
- Pyrénées, cimes et signes, Arteaz, 2022

## Collaborations
- Pyrénées l'ours, FIEP, 1981
- Irati : forêt mon amie, Henri Laquet-Fiau, Atlantica, préface de Claude Dendaletche, 1999
- Pyrénées sauvages, croquis sur le vif, Marc Large, Éditions Cairn, préface de Claude Dendaletche, postface de Txomin Laxalt, 2003